# DERBY OWNERS CLUB
『DERBY OWNERS CLUB』（ダービーオーナーズクラブ）は、1999年に株式会社セガより稼働した、対戦型競走馬育成シミュレーションアーケードゲーム。略称はDOC。NAOMI基板で製作された。開発はヒットメーカー（当時）。
2000年には、バージョンアップ版である『DERBY OWNERS CLUB 2000』が稼働した。
2001年には、改良版の『DERBY OWNERS CLUB 2』が稼働した。
2008年には、新筐体・LINDBERGH BLUE基板を使った『DERBY OWNERS CLUB 2008 feel the rush』（ - フィールザラッシュ。以下『2008』と表記）が稼働した。
継続的なプレイのために、リライタブルカードを利用した情報保存システムを採用したが、『2008』では、ICカードも併用するようになった。
2009年には、『2008』の続編の『DERBY OWNERS CLUB 2009 ride for the live』（ - ライドフォーザライブ。以下『2009』と表記）が稼働した。

## 概要
業界及びセガで初めてカードによる情報保存システムを採用したアーケードゲームである。他の競走馬のアーケードゲーム同様に、馬の調教とレースのシステムがあるが、このゲームはメダルゲームではない為、馬の育成・調教・レースでの馬の操作に重点が置かれている。
磁気カード方式を用いた『DERBY OWNERS CLUB』が1999年から稼動した。自分専用の馬をデータカード化できること、スターホースなどと異なり他店舗のゲームセンターでも同じデータでプレイが行えることや賞金ランキング表示システムや実況のテンポの良さは大受けし、その改良版『DERBY OWNERS CLUB 2000』は「ファミ通」のアーケード用のランキングでは1年半以上にわたり圧倒的な差でトップをキープし続けるほどの大人気となった。インターネットオークションや専用のサイトなどでは強力な種馬、牝馬、子馬、賞金額の膨大な現役馬などの入ったカードや、カードコピーといった裏技情報が多数高価で取引されたり、セガ系列のゲームセンターでは地区レベルで各地で大会も開催されたことがある。店舗にもよるが、ピーク時には休日1時間待ちやプレイヤーの強制入替制の処置をとるなどの状況まで見られた。
しかし『2000』のプログラムの馬のスタミナ消耗の制御を司る部分にバグが存在することがわかり、必勝法や不正が横行。セガはバグ修正版をリリースしたもののユーザーは同じくセガのメダルゲームであるSTARHORSEに流れており、『DERBY OWNERS CLUB 2』を2001年末に稼動させたがまもなく稼働終了となった。
余談だが、ダービーオーナーズクラブ2000までの筐体はNAOMIを採用しており、稼働に陰りが見えたタイミングでセガ四人打ち麻雀MJへのコンバートキットが販売された。これにより最盛期に存在した多数の筐体が無駄なく利用されることとなり、対抗作の麻雀格闘倶楽部が売りたくても売れない(在庫がない)という状況でシェアを伸ばし、人気シリーズの基礎を築いた。
2007年9月、セガは第4作『DERBY OWNERS CLUB 2008 feel the rush』を2008年に稼働すると発表した。筐体・基板が新しいものになり、今までの「馬カード」の他に「オーナーカード」（ICカード）も使用するシステムになった。以前のシリーズからのデータ引継ぎは行っていない。本作では、『ターミナル』でオーナーカードを作成すると、戦績の記録や、オーナー実績の追加、ゲームで獲得したクラブポイントの利用、馬具や勝負服などのカスタマイズなどが可能である。
2009年6月、『2008』の公式サイトにて、『DERBY OWNERS CLUB 2009 ride for the live』を2009年初夏に稼働すると発表し、6月25日に稼働開始した。『2008』との違いは、全体的なカラーが黄緑からオレンジになったこと、レース中に様々なエフェクトが出るようになったこと、一人用モードが出来た事、更に現役馬、競馬場が追加された事などである。『2008』から、データ引き継ぎが可能。ターミナルの機能が一部変更になっている。
2014年12月26日の午前2時を以ってネットワークサービス並びにユーザーサポートが終了した。サービス終了後もオフラインプレイは可能で、ワールドレースムービーはYouTube公式チャンネルのみでの放映となったが、ワールドレースムービーは、セガ・インタラクティブ設立後の2015年4月10日に全動画が削除された。筐体の修理サポートも、2017年3月31日を以って終了した。

## ゲーム内容
筐体には、「抑え」と「ムチ」ボタンがある。『2008』以降は、「追い」ボタンが追加された。馬1頭のデータがリライタブルICカード1枚に保存される。
まず愛馬を誕生させ、育成により能力とオーナー（プレイヤー）との絆を高めて、GIレースに出走させる。
愛馬は一定回数以上のレースに出走した後は、プレイヤーの任意で引退させることができ、引退した馬は種牡馬・繁殖牝馬となる。これらの繁殖馬カードを用いてまた新たな馬を生み出し、これを数世代にわたって繰り返すことで馬の競走能力を徐々に高めていくことができる。
『2008』までは20戦以上消化した馬を、『2009』からは10戦以上消化した馬をレース終了後の反省会にて任意で引退させることが出来る。
また、稀に特殊な毛色の馬が生まれることがあり、これらには白毛などの実際のサラブレッドにも発生する可能性のあるものから、牛柄・ヒョウ柄・虎柄・シマウマ模様といったユニークなものが多数存在する。

## ダービーオーナーズクラブオンライン
Windows用競走馬育成オンラインシミュレーションゲーム版の『ダービーオーナーズクラブオンライン』が、株式会社セガより、2004年12月に発売された。略称はDOCO。
『ダービーオーナーズクラブ』がアーケードゲームで大人気を博したので、PC向けに改良したものである。分類はMMO。諸般の事情により2006年9月30日をもってサービス終了。
単に馬を育成させるだけではなく、「ジョブ」という概念を取り入れた本作は、プレイヤーにその世界で土地や家を買うなどの生活をさせながら競馬を楽しむというのを目的としていた。レース画面は非常に流麗でカメラワークも秀逸、また実況には自分の馬の名前が呼ばれるなどライブ感も高かった。操作性もマウスのボタンだけではあったが、十分に馬を操ることが出来た。
しかしその反面、ジョブの仕様に不公平感が存在し、そのためプレイヤーの間にジョブで得た利益やアイテムの格差が発生した。運営側も改善を図ろうと細かな変更を試みたが、根本的な仕様変更には至らなかった。

## 不具合、不正行為の存在とその影響
稼働開始直後より、磁気カードのセーブデータ不正に書き換える行為が発生。全ステータスMAX、脚質自在、残り出走週MAXといった通常プレイではあり得ない馬が作成される事態に至った。
当初は一部の悪質なプレイヤーが利用しているに留まっていたが、人気が高まるに連れてインターネットオークションなどで拡散、対戦に際して一般プレイヤーが不正カードに手も足も出ないという状況が多発、前述のスタミナに関するバグも相まってゲームの寿命を縮める要因の一つとなった。
メーカー側もアップデートで対策や公式POPを配布するなどして対処に努めたが、磁気カードリーダーが暗号化に対応しておらず、ゲームデータ上で対策される度に新たな不正カードが登場するいたちごっこが発生、また古いバージョンで作成されたカードはやりこみプレイで作成されたカードと区別を付ける手段も無く、対応を行うことは非現実的であったという背景もあり、根本的な対応は過去バージョンからの引き継ぎが行われなかった『DERBY OWNERS CLUB 2008 feel the rush』まで待つこととなる。
不正カードとは別に、本来は利用回数が増えるに連れて性能が下がる繁殖馬カードを読み込ませた後に不正に引き抜くといった手順にて利用回数をカウントさせず、強力な繁殖馬カードが無制限に利用される、強力な馬カードをコピーするといった事態も発生した。プレイ方式や磁気カードの仕様上、読み込んだと同時に使用回数をカウントすることは不可能であり、使用したと判定させたタイミングでは既に該当カードが引き抜かれており、意図的にセーブをさせないと言った行為や他の新規カードを差し込んで強力な馬カードを不正にコピーさせるという手口も横行したが、全てローカルで動作することが当たり前であった当時のゲームにおいて根本的な対応は不可能な状況であったことも考慮する必要がある。(同様の手口は本ゲームに限った事ではなく、磁気カードを利用したアーケードゲーム全般で多発していた)

## iOS版・Android版「DERBY OWNERS CLUB」
2012年8月9日にセガからiOS向けAppとして配信が開始された。動作確認済み機種はiPhoneは4以降、iPadは2以降。基本プレイは無料でアイテム課金制である。その後、Android版のアプリも公開された（内容は、iOS版とほぼ同じ）。Android版動作確認済み機種はAndroid 2.3.3以上となっているが、この条件を満たしていても推奨されていない機種もあった。
2019年1月21日にサービスが終了した。